# Nick Herbert
Pour les articles homonymes, voir Nick Herbert (physicien) et Herbert.
Nicholas Le Quesne Herbert dit Nick Herbert, né le 7 avril 1963 à Cambridge, est un homme politique britannique. Il est député, de la circonscription d'Arundel et South Downs de 2005 à 2019 pour le Parti conservateur et ministre d'État de la Police et de la Justice criminelle entre 2010 et 2012 dans le gouvernement Cameron I, poste rattaché au Bureau de l'Intérieur et au ministère de la Justice. Il siège à la chambre des lords depuis 2020.

## Formation
Herbert fait ses études au collège Haileybury (ou collège Haileybury et du Service impérial) et au prestigieux Magdalene College de  Cambridge, où il se spécialise en droit et en économie agricole et environnementale. Il est nommé directeur des relations publiques de la British Field Sports Society en 1990 et demeure à ce poste pendant six ans.
Il rejoint Business for Sterling en 1998, où il participe à la campagne contre l'adoption de l'euro, puis il devient directeur du think tank Reform en 2000, jusqu'à son élection au parlement en 2005.

## Carrière politique
Il se présente sans succès au siège du Northumberland  de la circonscription de Berwick-upon-Tweed pour les élections de 1997. Il termine en troisième place (8 951 voix) derrière le libéral Alan Beith.
En 2001, il est le cofondateur du think thank Reform qui s'attache à la réforme des services publics par des implications du secteur privé dans le domaine des linvestissements et à la dérégulation.
Le choix de sa candidature pour le siège du Sussex de l'Ouest de la circonscription d'Arundel and South Downs aux élections de 2005 ne se déroule pas sans incidents. En effet le député conservateur titulaire du siège, Howard Flight, est forcé de donner sa démission de vice-président du parti et n'a plus de rôle en tant que whip. Sans whip, il n'est plus considéré comme candidat adoubé et malgré les protestations des associations locales et des soutiens de Flight qui refusent de choisir un autre candidat, Flight jette lui-mêm l'éponge un mois avant les élections générales. Nick Herbert est choisi à sa place et élu. Il prononce son maiden speech (premier discours de député), le 6 juin 2005.
Il fait part publiquement de son homosexualité pendant la campagne électorale (Alan Duncan a été le premier député conservateur à s'affirmer volontairement tel au public en 2002 et Michael Brown a été dénoncé contre son gré en 1994). Nick Herbert habite à Arundel avec son compagnon Jason Eades.

### Shadow Cabinet

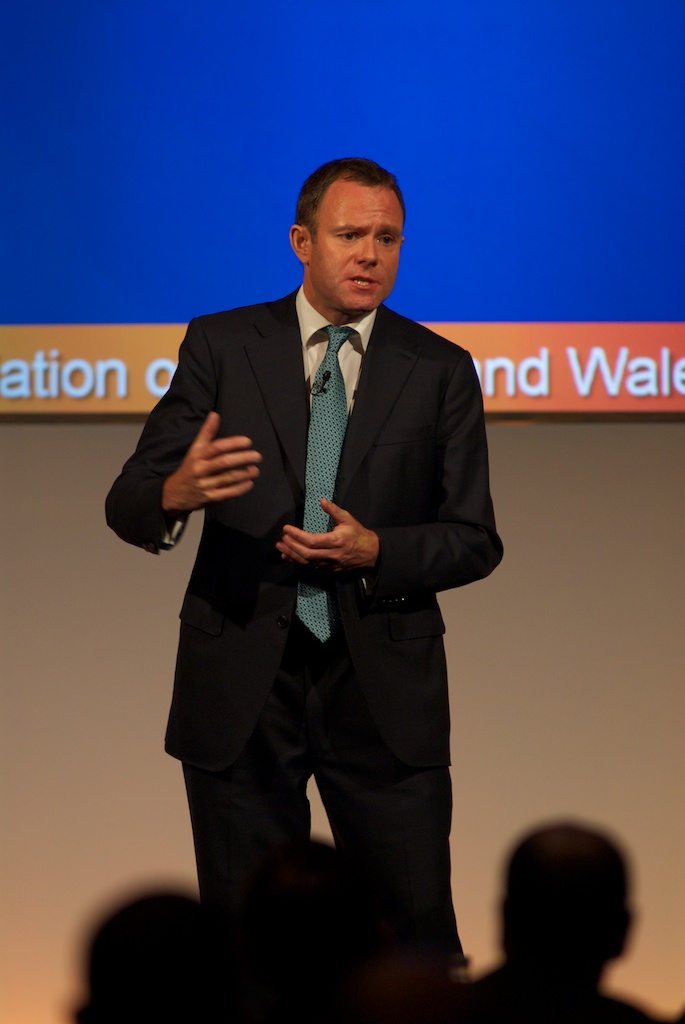
Herbert s'exprimant à une conférence devant des officiers de police en 2010.

Après son élection au parlement, Herbert rejoint le Home Affairs Select Committee. Il est nommé au Cabinet fantôme aux affaires intérieures, le 16 décembre 2005, après que David Cameron soit devenu chef du parti conservateur. Il doit donc quitter le Home Affairs Select Committee. En juillet 2007, il prend le poste au Shadow Cabinet de secrétaire d'État à la Justice, en face de Jack Straw du parti travailliste. le 19 janvier 2009, il est nommé au Shadow Cabinet comme secrétaire d'État des affaires environnementales, alimentaires et rurales.

### Gouvernement
En mai 2010, à l'époque du gouvernement de coalition (parti libéral - parti conservateur), il est nommé ministre d'État au Bureau de l'Intérieur avec la responsabilité de la police et au ministère de la Justice, il prend la responsabilité de la justice criminelle. Il est nommé conseiller privé, le 9 juin 2010. Une des mesures dont il se fait le champion est la mise en place, selon un découpage territorial, de directeurs territoriaux de police criminelle (Police and Crime Commissioners) élus par des partis politiques, en remplacement des autorités de police (police authorities) supervisant les forces de police dans quarante-trois subdivisions territoriales d'Angleterre et du Pays de Galles.
Herbert décide de démissionner du gouvernement en septembre 2012, n'ayant pas reçu de promotion au remaniement opéré par Cameron,.

## Vie privée
Nick Herbert a conclu avec son compagnon, Jason Eades, un partenariat civil en janvier 2009 après dix ans de vie commune.